# Удавчик індійський

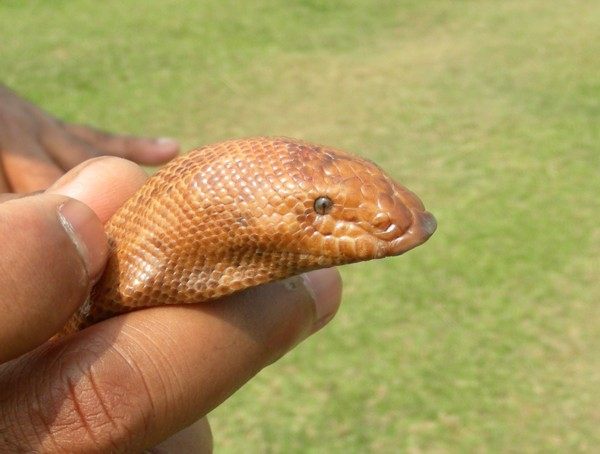
Удавчик індійський

Удавчик індійський (Eryx johnii) — неотруйна змія з роду Удавчик родини Удавові. Має 2 підвиди.

## Опис
Загальна довжина коливається від 60 см до 1 м. Голова клиноподібна. Тулуб стрункий, хвіст дуже тупий, конічний. Коли змія лежить згорнувшись і поклавши хвіст поруч з головою, то важко розрізнити передній й задній кінці тіла. Забарвлення здебільшого жовто-коричневе або червоно-коричневе з різними відтінками.

## Спосіб життя
Полюбляє піщані, скелясті місцини, напівпустелі. Гарно й швидко пересувається по піску. Може інколи вживати воду, коли це відбувається індійський удавчик поглинає багато рідини. Активний вночі. Живиться гризунами та ящірками.
Це яйцекладна змія. Самка відкладає 14 яєць.
Тривалість життя — 20 років.

## Розповсюдження
Мешкає в Індії, Пакистані, Афганістані, Ірані.

## Підвиди
- Eryx johnii johnii
- Eryx johnii persicus